# Eliminatórias da Copa do Mundo FIFA de 2018 - África (primeira fase)
Esta página apresenta os resultados da primeira fase das eliminatórias africanas para a Copa do Mundo FIFA de 2018. As partidas foram disputadas entre 5 e 13 de outubro de 2015.

## Formato
Um total de 26 times disputaram a vaga na segunda fase em partidas de ida e volta.

## Chaveamento
O sorteio para esta fase foi realizado como parte do sorteio preliminar da Copa do Mundo de 2018 em 25 de julho de 2015 em São Petersburgo na Rússia.
A divisão nos potes foi baseada no ranking da FIFA de julho de 2015 (mostrados nos parênteses). As 26 equipes foram divididas em dois potes:
- O pote 4 contém as equipes ranqueadas entre 26–40 na lista de participantes da CAF.
- O pote 5 contém as equipes ranqueadas entre 41–53 na lista de participantes da CAF.

| Pote 4 | Pote 5 |
| --- | --- |
| 1. Níger (96) 2. Etiópia (101) 3. Malawi (108) 4. Serra Leoa (111) 5. Namíbia (112) 6. Quénia (114) 7. Botsuana (120) 8. Madagascar (122) 9. Mauritânia (128) 10. Burundi (131) 11. Lesoto (131) 12. Guiné-Bissau (133) 13. Essuatíni (138) | 1. Tanzânia (139) 2. Gâmbia (143) 3. Libéria (161) 4. República Centro-Africana (170) 5. Chade (173) 6. Maurícia (180) 7. Seicheles (186) 8. Comores (187) 9. São Tomé e Príncipe (189) 10. Sudão do Sul (195) 11. Eritreia (204) 12. Somália (205) 13. Djibouti (207) |

## Partidas
| Equipe 1                  | Total    | Equipe 2     | 1.º jogo | 2.º jogo |
| ------------------------- | -------- | ------------ | -------- | -------- |
| Somália                   | 0–6      | Níger        | 0–2      | 0–4      |
| Sudão do Sul              | 1–5      | Mauritânia   | 1–1      | 0–4      |
| Gâmbia                    | 2–3      | Namíbia      | 1–1      | 1–2      |
| São Tomé e Príncipe       | 1–3      | Etiópia      | 1–0      | 0–3      |
| Chade                     | 2–2 (gf) | Serra Leoa   | 1–0      | 1–2      |
| Comores                   | 1–1 (gf) | Lesoto       | 0–0      | 1–1      |
| Djibouti                  | 1–8      | Essuatíni    | 0–6      | 1–2      |
| Eritreia                  | 1–5      | Botsuana     | 0–2      | 1–3      |
| Seicheles                 | 0–3      | Burundi      | 0–1      | 0–2      |
| Libéria                   | 4–2      | Guiné-Bissau | 1–1      | 3–1      |
| República Centro-Africana | 2–5      | Madagascar   | 0–3      | 2–2      |
| Maurícia                  | 2–5      | Quénia       | 2–5      | 0–0      |
| Tanzânia                  | 2–1      | Malawi       | 2–0      | 0–1      |

| 9 de outubro de 2015 | Somália | 0 – 2     | Níger                 | Estádio Adis Abeba, Adis Abeba (Etiópia)[A] |
| 15:30 (UTC+3)        |         | Relatório | Maazou 58', 61' (pen) | Público: 5 000 Árbitro: TUN Haithem Kossai  |

| 13 de outubro de 2015 | Níger                            | 4 – 0     | Somália | Stade Général Seyni Kountché, Niamey           |
| 16:00 (UTC+1)         | Cissé 13', 67' · Maazou 18', 32' | Relatório |         | Público: 7 000 Árbitro: SEN Falou Galasse Kane |

Níger venceu por 6–0 no placar agregado e avançou a segunda fase.
| 7 e 8 de outubro de 2015[B]   | Sudão do Sul | 1 – 1     | Mauritânia | Estádio Juba, Juba                           |
| 16:30 (UTC+3) / 11:00 (UTC+3) | Aboi 5'      | Relatório | Bagili 3'  | Público: 10 000 Árbitro: UGA Rajab Bakasambe |

| 13 de outubro de 2015 | Mauritânia                                        | 4 – 0     | Sudão do Sul | Stade Olympique, Nouakchott             |
| 17:00 (UTC+0)         | Ahmed 3' · Bagili 61' · Samba 84' · Diakité 90+2' | Relatório |              | Público: 9 000 Árbitro: GNB Fidel Gomes |

Mauritânia venceu por 5–1 no placar agregado e avançou a segunda fase.
| 9 de outubro de 2015 | Gâmbia     | 1 – 1     | Namíbia       | Estádio Independência, Bakau                 |
| 17:00 (UTC+0)        | Jammeh 78' | Relatório | Stephanus 61' | Público: 12 000 Árbitro: MLI Ousmane Karembe |

| 13 de outubro de 2015 | Namíbia                    | 2 – 1     | Gâmbia   | Estádio Sam Nujoma, Windhoek             |
| 16:00 (UTC+2)         | Stephanus 42' · Somaeb 64' | Relatório | Dibba 9' | Público: 4 000 Árbitro: BOT Joshua Bondo |

Namíbia venceu por 3–2 no placar agregado e avançou a segunda fase.
| 8 de outubro de 2015 | São Tomé e Príncipe | 1 – 0     | Etiópia | Estádio Nacional 12 de Julho, São Tomé     |
| 15:00 (UTC+0)        | Luís Leal 86'       | Relatório |         | Público: 4 550 Árbitro: CHA Alhadi Mahamat |

| 11 de outubro de 2015 | Etiópia                               | 3 – 0     | São Tomé e Príncipe | Estádio Adis Abeba, Adis Abeba                   |
| 16:00 (UTC+3)         | Fekadu 1' · Panom 47' (pen) · Lok 74' | Relatório |                     | Público: 23 840 Árbitro: RWA Jean Claude Ishimwe |

Etiópia venceu por 3–1 no placar agregado e avançou a segunda fase.
| 10 de outubro de 2015 | Chade          | 1 – 0     | Serra Leoa | Stade Omnisports Idriss Mahamat Ouya, N'Djamena |
| 15:30 (UTC+1)         | N'Douassel 47' | Relatório |            | Público: 2 664 Árbitro: TOG Kokou Fagla         |

| 13 de outubro de 2015 | Serra Leoa                | 2 – 1     | Chade            | Estádio Adokiye Amiesimaka, Port Harcourt (Nigéria)[C] |
| 15:00 (UTC+1)         | A. Kamara 70' · Sesay 81' | Relatório | Djimrangar 45+2' | Público: 100 Árbitro: GUI Aboubacar Bangoura           |

2–2 no placar agregado. Chade avançou para a segunda fase pela regra do gol fora de casa.
| 7 de outubro de 2015 | Comores | 0 – 0     | Lesoto | Stade de Moroni, Moroni                           |
| 15:00 (UTC+3)        |         | Relatório |        | Público: 2 800 Árbitro: MAD Andofetra Rakotojaona |

| 13 de outubro de 2015 | Lesoto         | 1 – 1     | Comores        | Estádio Setsoto, Maseru                   |
| 18:00 (UTC+2)         | Seturumane 18' | Relatório | M'Changama 70' | Público: 480 Árbitro: MOZ Samuel Chirinda |

1–1 no placar agregado. Comores avançou para a segunda fase pela regra do gol fora de casa.
| 9 de outubro de 2015 | Djibouti | 0 – 6     | Essuatíni                                                                              | Stade National El-Hadj Hassan Gouled Aptidon, Djibouti |
| 16:00 (UTC+3)        |          | Relatório | Mkhontfo 45' · Ndzinisa 61' · Dlamini 74' · Hlatjwako 76' · Tsabedze 83' · Lukhele 84' | Público: 10 050 Árbitro: BDI Pacifique Ndabihawenimana |

| 17 de outubro de 2015[D] | Essuatíni         | 2 – 1     | Djibouti  | Estádio Nacional Somhlolo, Lobamba           |
| 16:00 (UTC+2)            | Hlatjwako 7', 38' | Relatório | Liban 21' | Público: 2 141 Árbitro: MRI Ganesh Chutooree |

Suazilândia venceu por 8–1 no placar agregado e avançou a segunda fase.
| 10 de outubro de 2015 | Eritreia | 0 – 2     | Botsuana                  | Estádio Cicero, Asmara                          |
| 16:00 (UTC+3)         |          | Relatório | Moyana 22' · Mogorosi 64' | Público: 9 950 Árbitro: EGY Ibrahim Nour El-Din |

| 13 de outubro de 2015 | Botsuana                      | 3 – 1     | Eritreia  | Estádio Francistown, Francistown         |
| 20:00 (UTC+2)         | Ngele 15', 79' · Mogorosi 21' | Relatório | Goitom 9' | Público: 15 073 Árbitro: SEY Nelson Fred |

Botsuana venceu por 5–1 no placar agregado e avançou a segunda fase.
| 7 de outubro de 2015 | Seicheles | 0 – 1     | Burundi         | Estádio People's, Roche Caiman             |
| 16:30 (UTC+4)        |           | Relatório | Abdul Razak 15' | Público: 2 000 Árbitro: ETH Lemma Nigussie |

| 13 de outubro de 2015 | Burundi                    | 2 – 0     | Seicheles | Estádio Príncipe Louis Rwagasore, Bujumbura         |
| 15:00 (UTC+2)         | Abdul Razak 71' (pen), 81' | Relatório |           | Público: 6 095 Árbitro: SDN Hafiz Abdelghani Alamen |

Burundi venceu por 3–0 no placar agregado e avançou a segunda fase.
| 8 de outubro de 2015 | Libéria         | 1 – 1     | Guiné-Bissau   | Estádio Antoinette Tubman, Monróvia          |
| 16:00 (UTC+0)        | Jebor 35' (pen) | Relatório | Reld Anido 62' | Público: 10 100 Árbitro: CPV Fabricio Duarte |

| 13 de outubro de 2015 | Guiné-Bissau | 1 – 3     | Libéria              | Estádio Nacional 24 de Setembro, Bissau     |
| 16:00 (UTC+0)         | Cassamá 47'  | Relatório | Jebor 9', 12', 90+5' | Público: 12 000 Árbitro: NGA Ferdinand Udoh |

Libéria venceu por 4–2 no placar agregado e avançou a segunda fase.
| 10 de outubro de 2015 | República Centro-Africana | 0 – 3     | Madagascar                                         | Estádio Municipal Mahamasina, Antananarivo (Madagáscar)[E] |
| 14:30 (UTC+1)         |                           | Relatório | Ramanamahefa 26' · Rakotoharimalala 39' · Paul 66' | Público: 20 000 Árbitro: COD Ndala Ngambo                  |

| 13 de outubro de 2015 | Madagascar                                    | 2 – 2     | República Centro-Africana    | Estádio Municipal Mahamasina, Antananarivo  |
| 14:30 (UTC+3)         | Ramanamahefa 18' · Andrianantenaina 37' (pen) | Relatório | Gourrier 7' · Dagoulou 45+1' | Público: 20 000 Árbitro: RSA Daniel Bennett |

Madagascar venceu por 5–2 no placar agregado e avançou a segunda fase.
| 7 de outubro de 2015 | Maurícia                   | 2 – 5     | Quénia                                                 | Stade Anjalay, Belle Vue Maurel            |
| 18:30 (UTC+4)        | Sophie 67' (pen) · Bru 78' | Relatório | Omolo 19', 82' · Masika 23' · Shakava 49' · Olunga 87' | Público: 2 300 Árbitro: MWI Duncan Lengani |

| 11 de outubro de 2015 | Quénia | 0 – 0     | Maurícia | Centro Esportivo Internacional Moi, Nairóbi        |
| 16:00 (UTC+3)         |        | Relatório |          | Público: 10 000 Árbitro: CMR Cosmas Mandeng Bakaly |

Quénia venceu por 5–2 no placar agregado e avançou a segunda fase.
| 7 de outubro de 2015 | Tanzânia                    | 2 – 0     | Malawi | Estádio Nacional, Dar es Salaam         |
| 16:00 (UTC+3)        | Samatta 19' · Ulimwengu 23' | Relatório |        | Público: 11 474 Árbitro: SOM Hagi Wiish |

| 11 de outubro de 2015 | Malawi    | 1 – 0     | Tanzânia | Estádio Kamuzu, Blantyre                               |
| 14:00 (UTC+2)         | Banda 42' | Relatório |          | Público: 7 656 Árbitro: ANG Helder Martins de Carvalho |

Tanzânia venceu por 2–1 no placar agregado e avançou a segunda fase.